# Thamnostylum repens
Thamnostylum repens är en svampart som först beskrevs av Philippe Édouard van Tieghem, och fick sitt nu gällande namn av H.P. Upadhyay 1973. Thamnostylum repens ingår i släktet Thamnostylum och familjen Syncephalastraceae.   Inga underarter finns listade i Catalogue of Life.